# Motandra
Motandra es un género de fanerógamas de la familia Apocynaceae. Contiene tres especies aceptadas. Es originario del África tropical.

## Taxonomía
El género fue descrito por Alphonse Pyrame de Candolle y publicado en Prodromus Systematis Naturalis Regni Vegetabilis 8: 423. 1844.

## Especies aceptadas
A continuación se brinda un listado de las especies del género Motandra aceptadas hasta octubre de 2013, ordenadas alfabéticamente. Para cada una se indica el nombre binomial seguido del autor, abreviado según las convenciones y usos.  
- Motandra guineensis A.DC.
- Motandra lujaei De Wild. & T.Durand
- Motandra poecilophylla Wernham